# Irsee
Irsee là một đô thị ở Ostallgäu bang Bayern thuộc nước Đức.